# Município de Wakeman (condado de Huron, Ohio)
O município de Wakeman (em inglês: Wakeman Township) é um município localizado no condado de Huron no estado estadounidense de Ohio. No ano de 2010 tinha uma população de 2.731 habitantes e uma densidade populacional de 41,41 pessoas por km².

## Geografia
O município de Wakeman encontra-se localizado nas coordenadas 41° 15′ 03″ N, 82° 23′ 43″ O. Segundo a Departamento do Censo dos Estados Unidos, o município tem uma superfície total de 65.96 km², da qual 65,34 km² correspondem a terra firme e (0,93 %) 0,61 km² é água.

## Demografia
Segundo o censo de 2010, tinha 2.731 habitantes residindo no município de Wakeman. A densidade populacional era de 41,41 hab./km². Dos 2.731 habitantes, o município de Wakeman estava composto pelo 97,77 % brancos, o 0,18 % eram afroamericanos, o 0,11 % eram amerindios, o 0,18 % eram asiáticos, o 0,33 % eram de outras raças e o 1,43 % eram de uma mistura de raças. Do total da população o 1,98 % eram hispanos ou latinos de qualquer raça.